# Aglaoschema erythrocephala
Aglaoschema erythrocephala är en skalbaggsart som först beskrevs av Dilma Solange Napp och Martins 1988.  Aglaoschema erythrocephala ingår i släktet Aglaoschema och familjen långhorningar. Inga underarter finns listade i Catalogue of Life.